# Kazimierz Czarnecki
Kazimierz Czarnecki (Ostróda, 5 marzo 1948) è un ex sollevatore polacco medagliato olimpico che ha gareggiato nella categoria dei pesi leggeri (fino a 67,5 kg.).

## Carriera
Dopo essersi piazzato al 4º posto ai Campionati mondiali ed europei di Mosca 1975, nel 1976 Czarnecki partecipò alle Olimpiadi di Montréal e terminò la gara al 4º posto finale con 295 kg. nel totale, però poco dopo il connazionale Zbigniew Kaczmarek, vincitore della stessa gara, fu trovato positivo al doping e squalificato, pertanto Czarnecki venne avanzato al 3º posto con assegnazione della medaglia di bronzo olimpica. In quell'edizione la competizione olimpica era valida anche come Campionato mondiale.
Nel corso della sua carriera di sollevatore Czarnecki realizzò un record mondiale nella prova di strappo.
Dopo aver cessato l'attività agonistica diventò allenatore di sollevamento pesi.